# Silveri Fàbregas i Sensat
Silveri Fàbregas i Sensat (El Masnou, 1890 – Barcelona, 4 de juny del 1928) va ser un pianista, professor i compositor maresmenc.
Havia estat vinculat al Casino del Masnou, en representació del qual participà en la comissió per homenatjar el també masnoví mestre Millet el 1918. L'any 1916 era professor de piano a l'"Acadèmia Granados" i encara ensenyava piano el 1926. De febrer de 1925 a l'octubre de 1926, la cantant Pilar Rufí (1892-1969) i Silveri Fàbregas com a pianista acompanyant van fer una gira de concerts de lieder per diverses ciutats catalanes.
A més d'un gran nombre de cançons, Fàbregas va ser autor de la sardana Flors del Masnou. En morir, als 38 anys, el Casino del Masnou li dedicà un concert pòstum el 27 de setembre de 1928, amb interpretacions de Conxita Badia i Josep Caminals. L'any 1935 l'Ajuntament del Masnou el distingí posant el seu nom a un carrer.

## Cançons
- A una nova amiga (1925), per a veu i piano, sobre una poesia de Josep Maria de Sagarra.
- Albada, per a veu i piano, sobre una poesia d'Apel·les Mestres.
- Cançó, per a veu i piano, sobre una poesia de Maurice Maeterlinck traduïda per Emili Guanyavents.
- La carta, per a veu i piano, sobre una poesia d'Henri Barbusse traduïda per Emili Guanyavents.
- Coses del món, per a veu i piano, sobre una poesia de Johann Uhland traduïda per Pere Jordi Bassegoda.
- Gardènies (1927), per a veu i piano, sobre una poesia de Josep Carner.
- El gessamí i la rosa, per a veu i piano, sobre una poesia de Josep Carner.
- Minuet, per a veu i piano, sobre una poesia de Fernand Gregh traduïda per Emili Guanyavents.
- No perdem temps (1925), per a veu i piano, sobre una poesia d'Apel·les Mestres.
- Nocturn, per a veu i piano, sobre una poesia de Stuart Merrill traduïda per Emili Guanyavents.
- Preludi de primavera (1925), per a veu i piano, sobre una poesia d'Apel·les Mestres i dedicada a Emili Vendrell (pare).
- Romance de Fonte-frida, per a veu i piano.
- Romance, de Rosa Fresca (1925), per a veu i piano.
- Tarongers florits, per a veu i piano, sobre una poesia de Pere Jordi Bassegoda.
- Truquen els joves (1925), per a veu i piano, sobre una poesia d'Apel·les Mestres.
- Violetes desembrals, per a veu i piano, sobre una poesia de Josep Carner.